# Calea ferată Ilva Mică–Floreni
| STR |

| BHF |

| ABZgl |

| HST |

| hKRZWae |

| HST |

| hKRZWae |

| TUNNEL1 |

| hKRZWae |

| HST |

| hKRZWae |

| HST |

| hKRZWae |

| BHF |

| TUNNEL1 |

| HST |

| hSTRae |

| TUNNEL1 |

| hSTRae |

| TUNNEL1 |

| hSTRae |

| TUNNEL1 |

| TUNNEL1 |

| hSTRae |

| TUNNEL1 |

| HST |

| TUNNEL1 |

| hSTRae |

| hSTRae |

| hSTRae |

| TUNNEL1 |

| HST |

| hKRZWae |

| HST |

| ABZg+r |

| BHF |

| STR |

| STR |

| BHF |

| ABZgl |

| HST |

| hKRZWae |

| HST |

| hKRZWae |

| TUNNEL1 |

| hKRZWae |

| HST |

| hKRZWae |

| HST |

| hKRZWae |

| BHF |

| TUNNEL1 |

| HST |

| hSTRae |

| TUNNEL1 |

| hSTRae |

| TUNNEL1 |

| hSTRae |

| TUNNEL1 |

| TUNNEL1 |

| hSTRae |

| TUNNEL1 |

| HST |

| TUNNEL1 |

| hSTRae |

| hSTRae |

| hSTRae |

| TUNNEL1 |

| HST |

| hKRZWae |

| HST |

| ABZg+r |

| BHF |

| STR |

Calea ferată Ilva Mică–Floreni este o cale ferată principală din România. Ea pornește din nordul Transilvaniei, traversează Munții Bârgăului - din Carpații Orientali - și ajunge în regiunea istorică Bucovina.

## Istoric
Încă de la sfârșitul secolului al XIX-lea (1898), autoritățile austro-ungare au planificat realizarea unei legături de cale ferată între localitatea Ilva Mică din nordul Transilvaniei și Vatra Dornei (anterior Dorna Watra) din Bucovina planificate. Din cauza problemelor financiare, acest proiect nu a mai fost realizat.
Lipsa unei rute de transport între Transilvania și Bucovina a cauzat mari probleme armatei austro-ungare după izbucnirea primului război mondial, când trupele rusești au întrerupt toate legăturile feroviare ale Bucovinei cu restul imperiului, prin ocuparea Galiției. Presate de timp, autoritățile austriece și maghiare au construit o o linie provizorie de cale ferată de la Prundu Bârgăului până la Dorna Vatra, fără a realiza poduri mari și tunele. Din cauza pantelor mari, de până la 8%, pe acest traseu au putut circula numai  și ar putea fi navigat numai automotoare și vagoane-platformă.
După război, Transilvania și Bucovina s-au unit cu România. Autoritățile românești au preluat calea ferată provizorie și au planificat, în același timp, să construiască o rută definitivă de transport. Pentru aceasta, ele au folosit planurile austro-ungare din 1898. Lucrările de construcție au început în 1924, dar au fost întrerupte în 1929, după ce guvernul român a încheiat un acord de tranzit cu Polonia, proiectul mai sus-amintit pierzându-și prioritatea. Abia în 1934 a avut loc o revizuire strategică a proiectului și s-au reluat lucrările la calea ferată.
Doi ani mai târziu, a fost finalizat tronsonul de la Ilva Mică la Lunca Ilvei; acesta a fost mai puțin solicitant din punct de vedere tehnic și a fost construit în parte pe la începutul secolului al XX-lea, construit pe linie ferată îngustă. Pe porțiunea de la Lunca Ilvei la Floreni au fost construite nouă tuneluri, cu o lungime totală de 2.38 km și 191 poduri cu o lungime totală de 1.51 km. La 18 decembrie 1938 calea ferată a fost pusă în folosință.
În anul 1940, calea ferată nou-construită a devenit în mare măsură inutilă pentru România, din cauza faptului că prin Dictatul de la Viena nordul Transilvaniei fusese ocupat de Ungaria. În 1944 Transilvania a intrat din nou în componența României.
După cel de-al doilea război mondial a fost construită o ramificație de la Leșu Ilvei pe o distanță de 3 km.

## Situație actuală
Această linie este, alături de Calea ferată Sfântu Gheorghe–Siculeni–Adjud, singura legătură între partea de est a țării și Transilvania și prezintă o importanță mare atât pentru traficul de pasageri, cât și pentru cel de marfă. Această cale ferată este cu linie simplă și electrificată. În anul 2009, circulau pe zi și pe sens de mers între patru și șase trenuri personale și accelerate.

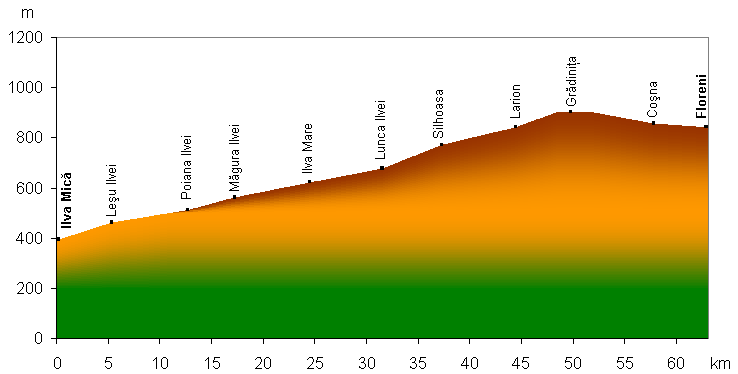
Profil la înălțime